# 이학재 (신학자)
이학재(李學宰, 1965년 6월 10일~)는 대한민국의 구약신학자이자, 성경해석자, 성경번역자
 그리고 미국 Cumberland University 교수를 역임하였고 현재 Covenant University의 부총장이다. 한국복음주의신학회 협동총무(2010-11), 주석총서 편집위원 서기, 회계(2010-11), 그리고 성경과 고고학 편집위원장 및 편집위원을 역임하였다(2016-18). 바른 성경(성경 공회, 2000-15년)을 번역 및 개정에 참여하였고, 맛싸 성경(2021년)을 원문에서 번역하여 출간하였다.

원문 성경 교육에 관심을 가지고 월간 맛싸(2018,3)를 지속적으로 출간하여 한국 교회에 원문 연구에 지속적인 영향을 주고 있다.

## 생애와 활동
평범한 가정에서 태어나 1980년 고등학교 시절 예수를 믿고 가정에서 처음 기독교인이 되었다. 가족과 주위 사람들에게도 복음을 영접하고  대한예수교장로교(고신) 목사로 안수를 받아서 작은 교회에서 설교와 교수 사역을 하고 있다. 특히 2018년 월간 맛싸를(원문성경 QT) 편찬하고 발간하면서 동영상 유튜브 등으로 원문 읽기 공부에 대해서 소개하고 있다. 오직 성경(Sola Scriptura)이라는 종교개혁 정신을 가지고 원문 성경을 탐독하고 모든 한국 사람들이 이 원문 성경을 자유롭게 읽도록 선도하는 사역을 하고있다. 성경공회, 성서공회에서도 위원으로 활동하고 있다.

## 학력
- 부산 운봉초등학교(1976)
- 부산 반송중학교(1979)
- 부산 브니엘 고등학교(1982)
- 부산 고신대학교 신학과 졸업(1987)
- 부산 고려신학대학원 1학년 중 미국으로 유학(1988)
- 미국, 리폼드 신학교(Reformed Theological Seminary) 교역학 (M. Div. 1992)
- 미국, 비블리칼 신학교(Biblical Theological Seminary) 신학 석사 (Th. M. 1996)
- 남아공, 스텔렌부쉬 대학교 (University of Stellenbosch) 신학 박사 (D. Th. 1999)

## 경력
- 2000-2002 백석대학교 기독신학대학원 구약학 교수
- 2003-14 개신대학원 대학교 구약학 교수
- 2015-19 대한신학대학원대학교 구약학 교수
- 2020-22 캐나다, 미국 Adjunct
- 2023-23 미국 Cumberland University, Dean of Theological Studies
- 2000-15 성경공회 바른성경 구약번역 위원 및 교정위원
- 2010-11 한국복음주의 신학회 협동총무
- 2010-11 주석총서 편집위원 서기및 회계 역임
- 2016-18 성경과 고고학 편집위원장 및 편집위원
- 2021 맛싸 연구성경 번역 및 출간(2021, 1판)
- 2021 유대인 신약성경 감수[7]
- 2022 성서공회 개정 재개정 고신 대표 위원
- 2018 3 원문성경 공부 QT-월간 맛싸 출간 대표
- 2023 고신 70주년 성경주석 에스겔 담당
- 2023-6 Covenant University 부총장

## 저서 및 공저
- 『구약성경에서 배운다』(2001) 이레서원, 527쪽
- 『에스겔 어떻게 읽을 것인가?』(2002) 성서 유니온, 318쪽
- 『구약, 무엇을 설교할 것인가』(2006) 예영 커뮤니케이션, 389쪽
- 『선지자들의 메시지』(2008) 기쁜날, 621쪽
- 『성경 1189-오경』(2008) 기쁜날, 213쪽
- 『역사의 주인이신 하나님: 다니엘서 주석』(2011) 275쪽
- 『시편 1권 주석: 1-41편』(2013) 영성네트워크, 520쪽
- 『덧없고 덧없다: 전도서 주석』(2013) 영성네트워크, 324쪽
- 『시편 2권 주석: 42-100편』(2014) 영성네트워크, 667쪽
- 『원문표준성경-필사성경, 잠언』(2016) 기쁜날, 176쪽
- 『원문표준성경-필사성경, 시편』(2016) 기쁜날, 180쪽
- 『원문참고역-시가서』(2016) 기쁜날, 544쪽
- 『쉬운 단어로 시작하는 히브리어』(2017) 로고스, 108쪽
- 『원문해설 노트성경: 창세기』(2018) 기쁜날, 367쪽
- 『원문관찰: 여호수아』(2021) 홀리북클럽, 432쪽

## 논문
1. “주전 8세기 북 왕국에 선포한 동시대 선지자들의 메시지 연관성” 󰡔개혁논총󰡕 8 (2008): 9-28.
2. “기도의 매뉴얼로서 시편 1권(1-41편)에 나타난 개인적 부흥의 신학적 접근” 󰡔성경과 신학󰡕 43 (2007): 97-43.
3. “에스겔서에 나타난 성자, 성령의 사역”  󰡔성경과 신학󰡕 21 (2002): 30-533.
4. “한글번역본 예를 통해 본 성경 번역시 문제점” (한국개혁주의신학회), 2017. 5. 27. 105-125.
5. “아브라함 언약의 관점에서 본 이방민족들에 대한 심판예언들” 󰡔개신논집󰡕 4 (2004): 49-68.
6. “예레미야 31:31-34과 에스겔 36:24-28의 상호본문성” 󰡔개신논집󰡕 5 (2005): 49-69.
7. “개역성경의 번역문제들” 󰡔개신논집󰡕 6 (2006): 47-61.
8. “주전 7세기 동시대 선지자 메시지의 신학적 유사성” 󰡔개신논집󰡕 7 (2007): 33-50.
9. “시편 119편의 각 Strophe에 나타난 운율의 강조점을 통한 신학적 이해” 󰡔개신논집󰡕 8 (2008): 27-53.
10. “구약 선지서를 통해서 본 설교의 전형” 󰡔개신논집󰡕 9 (2009): 41-68.
11. “잠언에 나타난 지혜의 개념” 󰡔개신논집󰡕 10 (2010): 51-67.
12. “성경해석에 있어서 상호본문성과 독자의 역할의 중요성” 󰡔개신논집󰡕 11 (2011): 23-41.
13. “시편 1편과 2편이 상호 연관성” 󰡔개신논집󰡕 12 (2012): 33-57.
14. “전도서에 나타난 성경번역 문제들” 󰡔개신논집󰡕 13 (2013): 23-44.
15. “창세기 번역을 통한 번역본 분석” 󰡔대한논집󰡕  5 (2017): 94-117.
16. “창세기 4-5: 하나님이 받으시는 제사” 󰡔창세기 어떻게 설교할 것인가? Vol 1󰡕 서울: 두란노, 2003. (83-94)
17. “창세기 46-48” 󰡔창세기 어떻게 설교할 것인가? Vol `󰡕 서울: 두란노, 2003. (319-332)
18. “학개 스가랴서의 역사적 배경과 신학적 이해” 󰡔학개 스가랴 말라기 어떻게 설교할 것인가? Vol 33󰡕 서울: 두란노, 2008. (27-36)
19. “스가랴 3장: 제사장 나라의 회복” 󰡔학개 스가랴 말라기 어떻게 설교할 것인가? Vol. 33󰡕 서울: 두란노, 2008. (177-188)
20. “이사야 49-55장: 고난의 종을 통한 하나님의 구원” 󰡔이사야 어떻게 설교할 것인가? Vol. 24󰡕서울: 두란노, 2008. (195-210)
21. “호세아 1-3장: 사람을 변화시키는 끝없는 사랑” 󰡔호세아 미가 어떻게 설교할 것인가? Vol. 29󰡕 서울: 두란노, 2009. (79-90)
22. “미가의 구조와 신학” 󰡔호세아 미가 어떻게 설교할 것인가? Vol. 29󰡕 서울: 두란노, 2009. (167-176)
23. “미가 3장: 이스라엘 지도자들의 죄악상” 󰡔호세아 미가 어떻게 설교할 것인가? Vol 29󰡕 서울: 두란노, 2009. (217-226)
24. “다니엘 3장: 오직 하나님이시다” 󰡔다니엘 어떻게 설교할 것인가? Vol. 28󰡕 서울: 두란노, 2009. (177-188)
25. “에스겔의 개관과 신학” 󰡔에스겔 어떻게 설교할 것인가? Vol. 27󰡕 서울: 두란노, 2009. (11-24)
26. “에스겔 34-37: 하나님께서 행하신 여덟가지 회복” 󰡔에스겔 어떻게 설교할 것인가? Vol. 27󰡕 서울: 두란노, 2009. (235-256)
27. “예레미야 43-45장: 애굽에서의 예레미야의 사역” 󰡔예레미야 어떻게 설교할 것인가? Vol. 26󰡕 서울: 두란노, 2009. (85-94)
28. “여호수아 24장: 여호와만 섬기라” 󰡔Pro Ecclesia󰡕 서울: 프로에클레시아 신학회, 8 (2005): 153-171.
29. “시편 121편의 원리를 통해 본 예배의 신학적 적용” 󰡔Pro Ecclesia󰡕 서울: 프로에클레시아 신학회, 2 (2002): 122-141.
30. “에스겔에 나타난 성령” 󰡔성서사랑방󰡕 서울: 한국신학정보연구원, 12 (2000): 58-73.
31. “구약해석방법의 실제적용 1” 󰡔헤르메니아 투데이󰡕 서울: 한국신학정보연구원, 18 (2002): 76-90.
32. “구약해석방법의 실제적용 2” 󰡔헤르메니아 투데이󰡕 서울: 한국신학정보연구원, 18 (2002): 43-53.
33. “최근 복음주의 구약성경 해석의 동향과 전망” 󰡔구약신약저널󰡕 서울: 도서출판 이레서원, 1 (2000): 178-194.
34. “전도서에 나타난 번역에 대한 제안” 성경과 고고학. 서울: 한국성서고고학 , 79호 (2013): 44-70.
35. “창세기를 통한 성경 번역 원리들” 성경과 고고학. 서울: 한국성서고고학, 80호 (2014): 63-89.
36. “병행하는 본문비교를 통한 성경번역 문제” 성경과 고고학. 서울: 한국성서고고학, 81호 (2014): 64-91.
37. “요나서를 통한 원문 표준 번역 제안” 성경과 고고학. 서울: 한국성서고고학 , 83호 (2015): 19-42.
38. “한글 개정 개역을 통해서 본 잠언서에 나타난 번역의 문제점” 성경과 고고학. 서울: 한국성서고고학, 85호 (2015): 69-94
39. “번역의 필요성과 번역 원리들” 성경과 고고학. 서울: 한국성서고고학, 86호(2016): 67-91쪽.
40. “잠언 개정 개역본을 통해본 성경 번역 원리들” 성경과 고고학. 서울: 한국성서고고학, 87호 (2016): 78-106.
41. “정경으로써의 성경, 우리는 어떻게 읽을 것인가?” 성경과 고고학. 서울: 한국성서고고학 , 88호 (2016): 90-127.
42. “한글 번역성경에 있는 중국어 성경의 영향과 대안” 성경과 고고학. 서울: 한국성서고고학 , 89/90호(2016): 168-192.
43. “성경의 가치와 의미에 대하여” 성경과 고고학. 서울: 한국성서고고학 , 91호(2017): 46-74.
44. “개역개정의 에스겔에서 꼭 수정되어야 할 사항들” 성경과 고고학. 서울: 성경과 고고학, 93호 (2017): 86-105.
45. “한글 번역본의 예를 통해 본 성경 번역시 고려 사항들” 성경과 고고학. 서울: 한국성서고고학, 94호 (2017): 132-162.
46. “히브리서에서 나타난 구약의 인용과 서술의 의미를 통한 구약과 신약의 관계성”. 근동고고학. 서울: 근동역사고고학회 1호 (2020): 157-191.
47. “로마서 1-4장에서 나타난 LXX을 통한 구약의 인용과 구약 히브리어 본문의 관계성”. 근동고고학. 서울: 근동역사고고학회 2호 (2020): 79-95.
48. “갈라디아서에 나타난 구약의 인용과 서술의 의미”. 근동고고학. 서울: 근동역사고고학회 3호 (2020): 129-144.
49. “한국 성경 역본에 나타난 중국어 영향”.  근동고고학. 서울: 근동역사고고학회 4호 (2020): 247-262.
50. “비대면 시대의 균현잡힌 성경읽기”.  근동고고학. 서울: 근동역사고고학회 5호 (2021): 101-120.
51. “히브리어 관점의 신약 번역과 접근에 대한 평가”. 근동고고학. 서울: 근동역사고고학회 6호 (2021): 99-112.
52. “원문 성경 읽기의 유익성과 맛싸 성경의 출간의 의미”. 근동고고학. 서울: 근동역사고고학회 8호 (2022): 297-310.
53. “LXX (70인역) 역본의 활용성과 유익”. 근동고고학. 서울: 근동역사고고학회 9-10호 (2022): 105-117.
54. “하박국 1, 3장의 기도” 󰡔그 말씀󰡕 서울: 두란노, 2005.
55. “오바댜 주해” 󰡔생명의 삶 플러스󰡕 서울: 두란노, 2007. 8월호.
56. “스바냐 주해” 󰡔생명의 삶 플러스󰡕 서울: 두란노, 2007. 8월호.
57. “구약의 기도신학” 󰡔그 말씀󰡕 서울: 두란노, 2009. 3월호.
58. “다니엘서 주해” 󰡔생명의 삶 플러스󰡕 서울: 두란노, 2011. 1-2월호.
59. “아담, 노아, 야곱 족보의 의의와 중요성” 󰡔그말씀󰡕 서울: 두란노, 2014. 5월호, 20-33쪽.
60. “창 26장 주해” 󰡔그 말씀󰡕 서울: 두란노, 2005. 8월호* 개혁신학회

## 같이 보기
- 한국복음주의신학회
- 한국장로교신학회
- 한국개혁신학회
- 한국성경신학회
- 한국의 신학자 목록
- 개혁신학자